# James Buchanan Eads
James Buchanan Eads, né le 23 mai 1820 à Lawrenceburg (Indiana) et mort le 8 mars 1887 à Nassau (Bahamas), est un ingénieur civil et inventeur américain ayant notamment dessiné le pont Eads (Eads Bridge) à Saint-Louis dans le Missouri.